# 8877 Рентаро
8877 Рентаро (8877 Rentaro) — астероїд головного поясу, відкритий 19 січня 1993 року.
Тіссеранів параметр щодо Юпітера — 3,332.
Названо на честь Рентаро (яп. れんたろう(練太郎) рентаро:).